# 意大利联合贝尔格莱德银行
意大利联合贝尔格莱德银行（Banca Intesa Beograd），是塞尔维亚最大的银行之一，意大利联合圣保罗银行拥有多数股权（93%），国际金融公司和世界银行拥有另外7%的股权。其总部位于塞尔维亚贝尔格莱德。

## 历史
它成立于1991年，原名Delta banka。2005年2月，意大利联合商业银行以2.78亿欧元收购了该银行75%的股份。同年8月，其股份增加到90%。2005年秋季，Delta banka正式更名为意大利联合贝尔格莱德银行（Banca Intesa Beograd），2006年起在贝尔格莱德证券交易所（BELEX）上市。
2006年8月，意大利联合商业银行和意大利圣保罗银行合格成立新的银行集团。因此，自2007年1月1日起，意大利联合贝尔格莱德银行作为新成立的意大利联合圣保罗银行集团的成员运作。由于此前意大利圣保罗银行在塞尔维亚拥有帕诺斯克银行（Panonska Banka），因此新集团对其在塞尔维亚的未来组织结构进行了调整。起初，帕诺斯克银行与意大利联合贝尔格莱德银行是彼此单独存在的实体。2008年1月1日，帕诺斯克银行并入意大利联合贝尔格莱德银行。

## 相关
- 塞尔维亚银行列表（英语：List of banks in Serbia）